# Contea di Rutherford (Carolina del Nord)
La contea di Rutherford in inglese Rutherford County è una contea dello Stato della Carolina del Nord, negli Stati Uniti. La popolazione al censimento del 2000 era di 62 899 abitanti. Il capoluogo di contea è Rutherfordton.